# Zdzisław Antolski

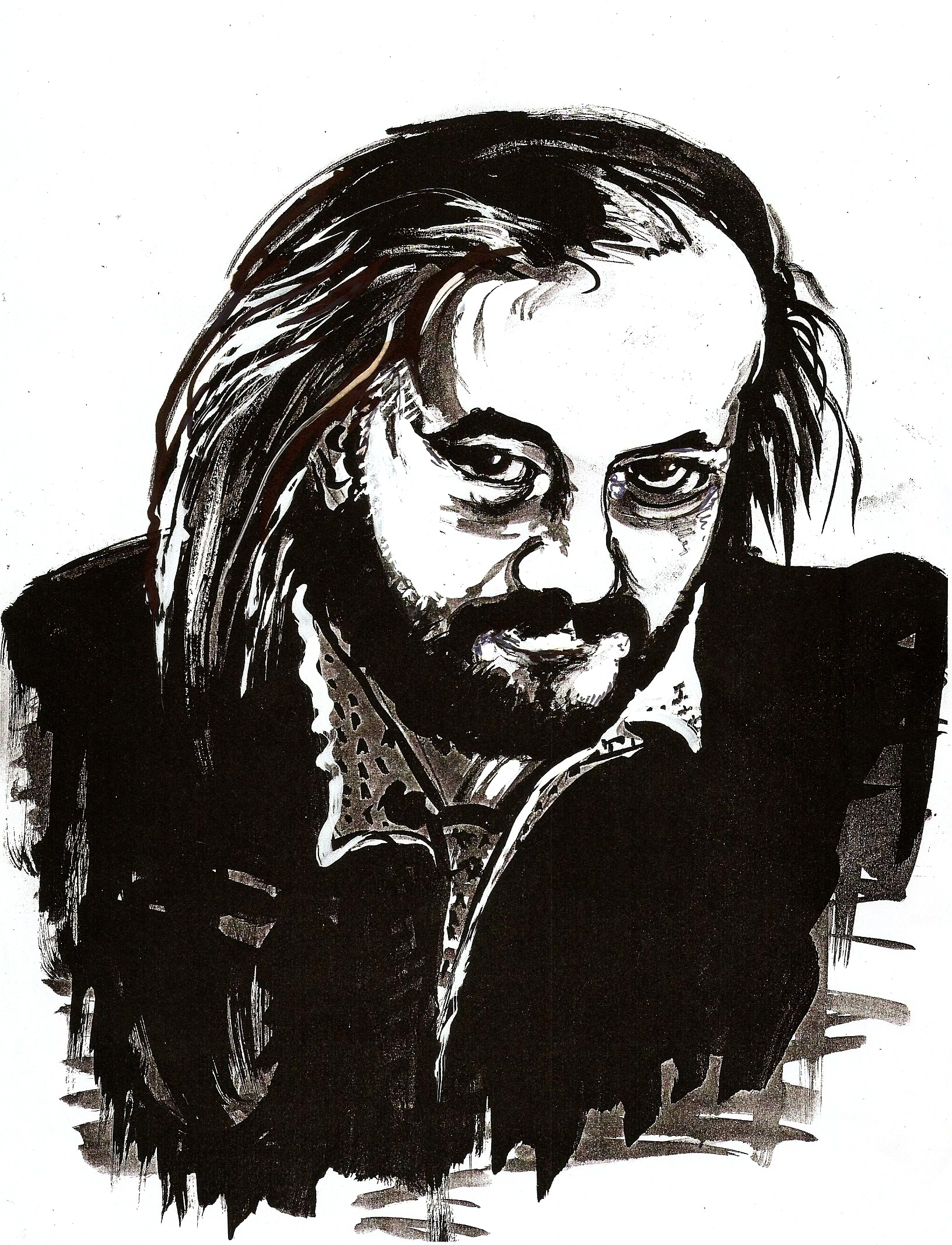
Zdzisław Antolski (Porträt von Zbigniew Kresowaty)

Zdzisław Antolski (* 16. Januar 1953 in Skalbmierz; † 4. Dezember 2023) war ein polnischer Lyriker und Schriftsteller.

## Leben
Antolski besuchte das Gymnasium in Kielce. Als Dichter debütierte er 1974 mit dem Gedicht Prawda jest w nas, das in der Monatszeitschrift Przemiany veröffentlicht wurde. An der Pädagogischen Hochschule in Kielce studierte er von 1975 und erwarb 1979 den Magister. Er nahm an mehreren Literaturwettbewerben teil. Von 1983 bis 1985 arbeitete er im Literaturzentrum der Stadtverwaltung und anschließend als Archivar im Dom Środowisk Twórczych. In demselben Jahr wurde er Mitglied des Verbandes der Polnischen Literaten. Im September 1987 wurde er Sekretär der lokalen Kulturbroschüre Plotarka. Ab 1994 leitete er den Verlag U Poety in Kielce.
Antolski lebte in Kielce. Er starb am 4. Dezember 2023 im Alter von 70 Jahren.

## Werke

### Lyrik
- Samosąd., 1978
- Sam w tłumie, 1980
- Do snu przebieram się za sobowtóra, 1981
- Okolica Józefa, 1985
- Sejsmograf, 1990
- Józefy, 1993
- Walka stulecia, 1993
- W sadzie sen, 1998
- Okolica Józefa i inne wiersze, 2000
- Nidy Skamander, 2007

### Prosa
- Moje Ponidzie. Historia intymna, 1994
- Ściąga z miłości. Zapiski z okresu dojrzewania, 1995
- Karta choroby, 2000
- Zdrada, 2001
- Republika Pińczowska 1944, 2002
- Maszyna metafizyczna, 2012
- Furtka w czasie – opowiadania, 2013